# Markoevers
Markoevers is een toekomstige wijk in Breda met grote, hoge gebouwen. Zij zal komen aan beide zijden van rivier de Mark op het huidige terrein rond de Suikerfabriek van CSM. Ze ligt dicht bij het centrum en het Station Breda. Het project is onderdeel van het plan Via Breda. Het zal gerealiseerd worden tussen 2022 en 2030.
De oostelijke oever zal aansluiten op het zakelijke centrum van het Stationskwartier, waar een handelscentrum en congresruimtes een plaats kunnen krijgen. Aan de westkant kunnen culturele instellingen en voorzieningen komen. Er wordt naar gestreefd met deze representatieve bebouwing aansluiting te vinden bij de markante waterplekken van de binnenstad, zoals de haven, het Kasteel van Breda en het Valkenberg, zodat het een nieuwe entree aan de noordwestzijde van de stad vormt. 